# サニー・レーン
サニー・レーン（Sunny Lane、 1980年3月2日 - ）は、アメリカ合衆国のポルノ女優、アダルトモデル。

## 経歴
1980年3月2日、ジョージア州で出生名ホリー・ホッジス（Holly Hodges）として生まれ、アイルランド、スコットランド、チェロキーインディアンの血を引いている。レーンの両親、シェルビーとマイクは航空貨物の仕事に従事していた。レーンはフロリダで育った。若い頃はローラースケートとアイススケートの競技選手で、後にヨーガとピラティスを教えるインストラクターとして働いた。
レーンはジェームズ・ミルンズのもとでアイスダンサーの訓練を受け、オリンピック選考会を目指していた。しかし外反母趾の手術が必要になり、スケートができなくなった。経済的に自立するためにエキゾチックダンサーになり、2004年には1年目にしてDéjà Vu・ショーガール・オブ・ザ・イヤーを受賞した。レーンは2005年にセレニティからAVNアワード授賞式に招待され、ショーン・マイケルズ主催のアフターショーパーティーでプレイボーイのエージェントと出会った。同年、彼女はポルノ映画デビューを果たした。
彼女の仕事は両親によってサポートされ、管理されている。レーンは両親がナチュリストレクリエーションに参加し、基本的に「自由な思考」と「偏見のない」姿勢を持っていたため、アダルトエンターテインメント業界に関わることに抵抗がなかったとしている。アイススケートからアダルトエンターテインメントへの移行がスムーズだったのは、幼少期に両親と一緒に自宅でナチュリズムを実践したことで身についた、自身の身体に対するイメージのおかげだと彼女は考えている。

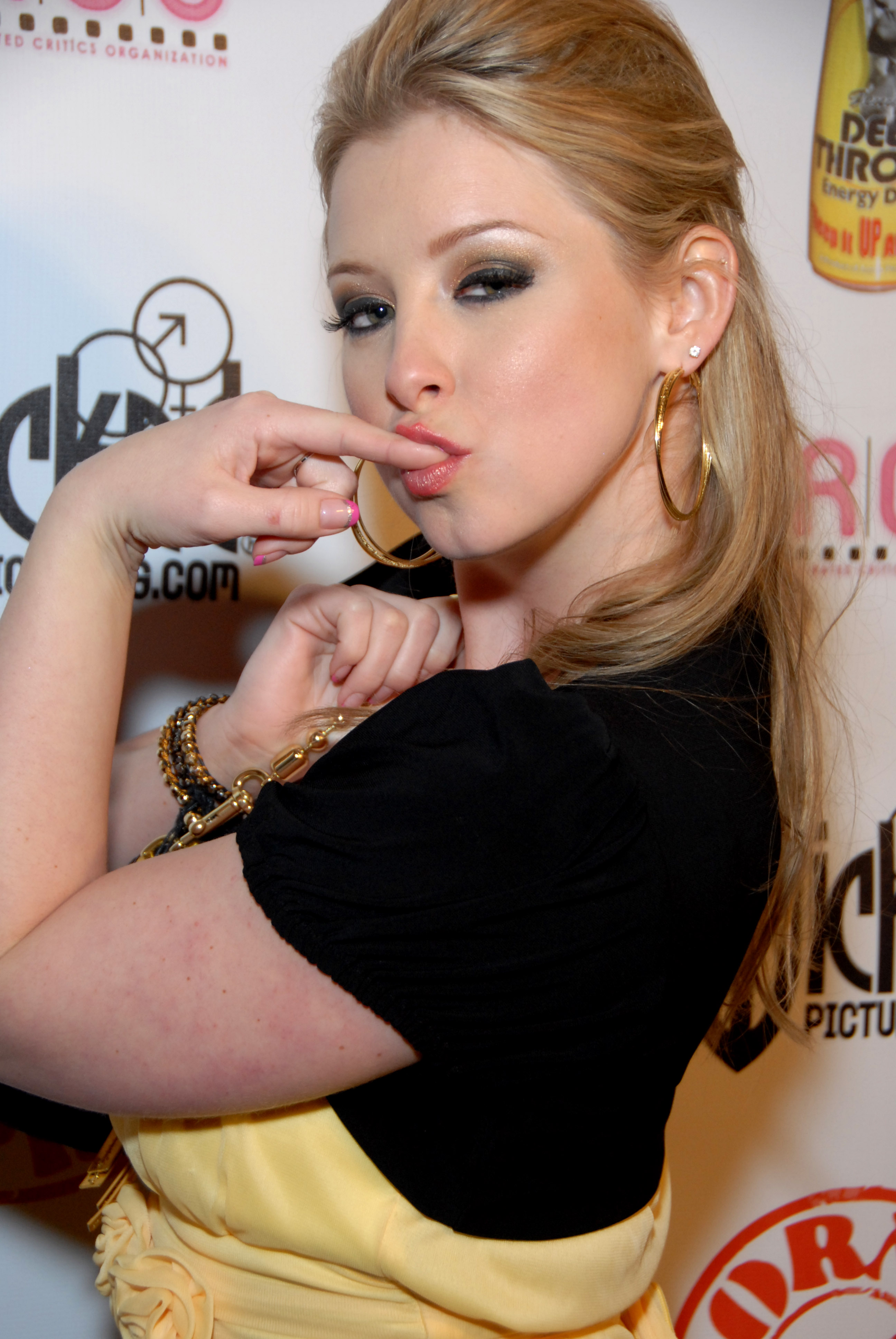
XRCO賞授賞式にて（2009年4月16日、カリフォルニア州ハリウッド）

2006年12月7日に放送されたフォックスのリアリティ番組『My Bare Lady』の第1話に出演し、ABCの『プライムタイム: ジ・アウトサイダーズ』では自身の職業を擁護した。また、2007年3月18日にはフォックス・ニュースの『Geraldo at Large』に両親とともに出演し、別名の「サニー・リー」でテレビ視聴者に紹介された。また、レーンはFuse TVのテレビ番組『Pants-Off Dance-Off』に出演した。
2007年の映画『Goo Girls 26』の演技により、2008年のAVNアワード最優秀POVセックスシーンを受賞した。2008年には『Big Wet Asses 13』で主演を務め、初のアナルセックスシーンを演じた。このシーンはAVNアワード最優秀アナルシーンを受賞した。
2012年11月、彼女は『Not the Love Boat XXX』などのポルノ映画に出演し、ムーンライト・バニーランチで顧客を楽しませるためにアダルト業界に復帰すると発表した。

## 人物
パラモアのファンである。またレーシングのテレビゲームを好んでプレーする。
彼女は両性愛者である。2011年6月、レーンは婚約し、結婚生活に傾注するためポルノ映画出演を休止すると発表した。
経歴上で何回かネバダ州の売春宿「ムーンライト・バニーランチ」で働いた経験もある

## 出演作の一部
- 2005年: Darkside
- 2005年: Whale Tail 1
- 2005年: Dark Angels 2

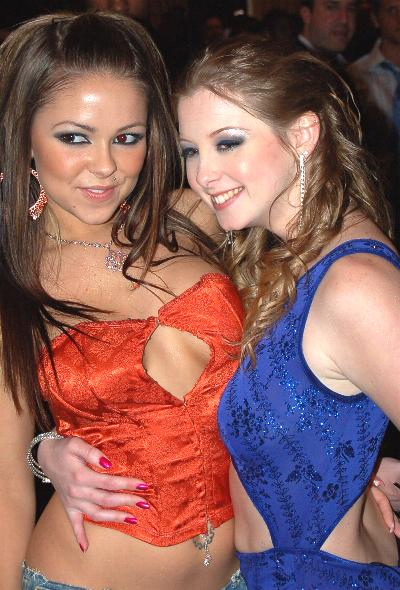
2006年AVNアワードにて、ジュリア・ボンド（向かって左）と

- 2006年: Slut Puppies 2
- 2006年: Britney Rears 2 – I Wanna Get Laid
- 2006年: Jack's POV 3
- 2006年: Provocative
- 2007年: Big Mouthfuls 12
- 2007年: Diary of a Nanny 2
- 2007年: Brianna Love Is Buttwoman
- 2007年: Massive Asses 1
- 2008年: Roller Dollz
- 2008年: Not Bewitched XXX
- 2009年: Performers of the Year 2009
- 2009年: Flight Attendants
- 2009年: Women Seeking Women 58
- 2010年: Alice
- 2010年: Sex and the City – The XXX Parody
- 2010年: Battle of the Asses 2
- 2011年: Supergirl XXX
- 2012年: Batgirl XXX: An Extreme Comixxx Parody
- 2013年: Love Boat XXX: A Parody
- 2014年: Not Jersey Boys XXX: A Porn Musical

## 受賞
- 2005年 ナイトムーヴス賞 – Best New Starlet (Editor's Choice)[24]
- 2006年 FOXE賞 – Vixen[25]
- 2006年 ナイトムーヴス賞 – Miss Congeniality[26]
- 2008年 AVNアワード – Best POV Sex Scene – Goo Girls 26[27]
- 2008年 ナイトムーヴス賞 – Best Feature Dancer (Fan's Choice)[28]
- 2009年 AVNアワード – Best Anal Sex Scene (マニュエル・フェラーラと) – Big Wet Asses 13[15]
- 2014年 XRCO賞 – Best Cumback[29]
- 2014年 ナイトムーヴス殿堂顕彰[30]
- 2020年 AVN殿堂顕彰[31]
- 2021年 XRCO殿堂顕彰[32]